# Komušina
Komušina is een plaats in de gemeente Požega in de Kroatische provincie Požega-Slavonië. De plaats telt 102 inwoners (2001).